# Jezioro Jerzego
Jezioro Jerzego (ang. Lake George; także: Dweru) – jezioro w zachodniej Ugandzie, w obszarze Wielkich Jezior Afrykańskich, na północny wschód od Jeziora Edwarda (łączy je z nim kanał Kazinga). Zajmuje powierzchnię 250 km².